# Shopping (film)
Shopping è un film del 1994 diretto da Paul W. S. Anderson.

## Trama
Billy è da poco uscito di prigione e con i suoi giovani amici si abbandona al rito del "ram-raiding", ossia scorrazza con auto rubate a forte velocità per le strade di Londra, sfasciando negozi e vetrine per rubare tutto il possibile. La compagna di Billy, Jo, ha un sogno nel cassetto ma lui vuole misurarsi prima con il suo rivale Tommy e con la polizia.